# پیتر گالتون
 پیتر گالتون (انگلیسی: Peter Galton؛ زادهٔ ۱۹۴۲) یک دیرین‌شناس اهل ایالات متحده آمریکا است. 